# Lập Lễ
Lập Lễ là một phường cũ từng thuộc thành phố Thủy Nguyên, thành phố Hải Phòng, Việt Nam.

## Địa lý
Phường Lập Lễ nằm ở phía đông nam thành phố Thủy Nguyên, có vị trí địa lý:
- Phía đông giáp tỉnh Quảng Ninh
- Phía tây giáp phường Thủy Hà
- Phía nam giáp phường Thủy Hà và quận Hải An
- Phía bắc giáp phường Nam Triệu Giang và phường Phạm Ngũ Lão.

Phường Lập Lễ có diện tích 11,92 km², dân số năm 2022 là 14.623 người, mật độ dân số đạt 1.226 người/km².

## Hành chính
Phường Lập Lễ được chia thành 8 tổ dân phố: Bảo Kiếm, Đầu Cầu, Đồng Mới, Đường Hương, Đường Trưỡng, Lạch Sẽ, Láng Cáp, Tân Lập.

## Lịch sử
Trước năm 1945, địa bàn xã Lập Lễ thuộc tổng Phục Lễ.
Sau năm 1945, thành lập xã Tam Tỉnh trên cơ sở 3 thôn Do Lễ, Đoan Lễ, Do Nghi; thành lập xã Phục Hưng trên cơ sở 3 thôn Phục Lễ, Phả Lễ, Lập Lễ.
Cuối năm 1956, thành lập xã Lập Lễ trên cơ sở thôn Lập Lễ; thành lập xã Phục Lễ trên cơ sở thôn Phục Lễ; thành lập xã Phả Lễ trên cơ sở thôn Phả Lễ.
Xã Tam Hưng có 3 thôn: Do Lễ, Đoan Lễ, Do Nghi.
Ngày 27 tháng 10 năm 1962, Quốc hội ban hành Nghị quyết về việc sáp nhập tỉnh Kiến An vào thành phố Hải Phòng. Khi đó, xã Lập Lễ thuộc huyện Thủy Nguyên, thành phố Hải Phòng. Xã Lập Lễ có 9 thôn: Bảo Kiếm, Đầu Cầu, Đồng Mới, Đường Hương, Đường Trưỡng, Lạch Sẽ, Láng Cáp, Mắt Rồng, Tân Lập.
Ngày 20 tháng 7 năm 2022, HĐND TP. Hải Phòng ban hành Nghị quyết số 26/NQ-HĐND về việc sáp nhập thôn Mắt Rồng vào thôn Tân Lập.
Ngày 24 tháng 10 năm 2024, Ủy ban Thường vụ Quốc hội ban hành Nghị quyết số 1232/NQ-UBTVQH15 về việc sắp xếp đơn vị hành chính cấp huyện, cấp xã của thành phố Hải Phòng giai đoạn 2023 – 2025 (nghị quyết có hiệu lực từ ngày 1 tháng 1 năm 2025). Theo đó, thành lập phường Lập Lễ thuộc thành phố Thủy Nguyên trên cơ sở toàn bộ 11,92 km² diện tích tự nhiên và quy mô dân số là 14.623 người của xã Lập Lễ.
Ngày 16 tháng 6 năm 2025, Ủy ban Thường vụ Quốc hội ban hành nghị quyết sắp xếp đơn vị hành chính cấp xã của thành phố Hải Phòng năm 2025. Theo đó, sắp xếp toàn bộ diện tích tự nhiên, quy mô dân số của các phường Nam Triệu Giang, Lập Lễ và Tam Hưng thành phường mới có tên gọi là phường Nam Triệu.